# Medida discreta

Representación esquemática de la medida de Dirac mediante una línea coronada por una flecha. La medida de Dirac es una medida discreta cuyo apoyo es el punto 0. La medida de Dirac de cualquier conjunto que contenga 0 es 1, y la medida de cualquier conjunto que no contenga 0 es 0.

En matemáticas, más precisamente en teoría de la medida, una medida sobre la recta real se denomina medida discreta (con respecto a la medida de Lebesgue) si se concentra en un conjunto como máximo contable. No es necesario que el soporte sea un conjunto discreto. Geométricamente, una medida discreta (en la recta real, con respecto a la medida de Lebesgue) es una colección de masas puntuales.

## Definición y propiedades
Dadas dos medidas σ-finitas (positivas) {\displaystyle \mu } y {\displaystyle \nu } en un espacio mensurable {\displaystyle (X,\Sigma )}. Entonces {\displaystyle \mu } se dice que es discreto con respecto a {\displaystyle \nu } si existe un subconjunto contable como máximo {\displaystyle S\subset X} en {\displaystyle \Sigma } tal que
1. Todos los solteros {\displaystyle \{s\}} con {\displaystyle s\in S} son mensurables (lo que implica que cualquier subconjunto de {\displaystyle S} es mensurable)
2. {\displaystyle \nu (S)=0\,}
3. {\displaystyle \mu (X\setminus S)=0.\,}

Una medida {\displaystyle \mu } en {\displaystyle (X,\Sigma )} es discreto (con respecto a {\displaystyle \nu } ) si y solo si {\displaystyle \mu } tiene la forma
{\displaystyle \mu =\sum _{i=1}^{\infty }a_{i}\delta _{s_{i}}}
con {\displaystyle a_{i}\in \mathbb {R} _{>0}} y medidas de Dirac {\displaystyle \delta _{s_{i}}} En el set {\displaystyle S=\{s_{i}\}_{i\in \mathbb {N} }} definido como
{\displaystyle \delta _{s_{i}}(X)={\begin{cases}1&{\mbox{ if }}s_{i}\in X\\0&{\mbox{ if }}s_{i}\not \in X\\\end{cases}}}
para todos {\displaystyle i\in \mathbb {N} }.
También se puede definir el concepto de discreción para las medidas firmadas. Entonces, en lugar de las condiciones 2 y 3 anteriores, uno debería preguntar que {\displaystyle \nu } ser cero en todos los subconjuntos mensurables de {\displaystyle S} y {\displaystyle \mu } ser cero en subconjuntos mensurables de {\displaystyle X\backslash S.}

## Ejemplo en R
Una medida {\displaystyle \mu } definido en los conjuntos medibles de Lebesgue de la recta real con valores en {\displaystyle [0,\infty ]} se dice que es discreta si existe una secuencia (posiblemente finita) de números
{\displaystyle s_{1},s_{2},\dots \,}
tal que
{\displaystyle \mu (\mathbb {R} \backslash \{s_{1},s_{2},\dots \})=0.}
Observe que los dos primeros requisitos de la sección anterior siempre se satisfacen para un subconjunto contable como máximo de la línea real si {\displaystyle \nu } es la medida de Lebesgue.
El ejemplo más simple de una medida discreta en la recta real es la función delta de Dirac {\displaystyle \delta .} Uno tiene {\displaystyle \delta (\mathbb {R} \backslash \{0\})=0} y {\displaystyle \delta (\{0\})=1.}
De manera más general, se puede demostrar que cualquier medida discreta sobre la recta real tiene la forma
{\displaystyle \mu =\sum _{i}a_{i}\delta _{s_{i}}}
para una secuencia apropiadamente elegida (posiblemente finita) {\displaystyle s_{1},s_{2},\dots } de números reales y una secuencia {\displaystyle a_{1},a_{2},\dots } de números en {\displaystyle [0,\infty ]} de la misma longitud.